# Hello (canção de Martin Solveig)
"Hello" é uma canção feita pelo francês DJ e produtor Martin Solveig como seu segundo single do seu quinto álbum de estúdio Smash (2011). Possui vocais da banda de electro-pop canadense Dragonette. A canção foi lançada em 6 de setembro de 2010 pela Mercury Records. Também foi destaque em comercial do Trident para sua linha "Vitality" nova de goma. A música também foi gravada pela banda de alemã "The Baseballs" em uma versão rockabilly em seu álbum de 2011, Strings 'n' Stripes. Um remix popular tem sido feito pelo artista eletrônico D-WHY.
É o mais bem sucedido single de Solveig até hoje, chegando ao número um na Áustria, Bélgica, República Checa e nos Países Baixos, enquanto gráficos dentro do top 10 em dez países.
Ele também chegou a número um no Hot Dance Club Songs nos Estados Unidos em fevereiro de 2011. Além disso, a canção alcançou o número 46 na Billboard Hot 100 em abril de 2011, tornando-se Solveig e Dragonette a primeira aparição no gráfico. Desde então, foi disco de ouro pela Recording Industry Association of America (RIAA) para as vendas de 500.000 unidades.
A música tem sido destaque nas séries 90210 'The Vampire Diaries, e Gossip Girl.
A música também aparece no jogo Dance Central 3, de Xbox 360.

## Vídeo musical
Há dois vídeos, uma versão longa, que é o primeiro episódio de uma série de vídeos, e uma versão curta, que é um vídeo da música tradicional. A versão longa é dividido em duas partes. A primeira parte inclui uma cópia da história, e também inclui uma visão geral dos principais personagens como "She" e diretor do Martin, "Lafaille." A segunda parte foi gravado em Roland Garros, onde Martin Solveig, enfrenta os companheiro DJs, Bob Sinclar, em uma partida de tênis. Martin se esforça para ganhar todos os pontos, e é incapaz de ganhar um jogo. Com o placar em 6-0, 6-0, 5-0, Sinclair está prestes a marcar o ponto de partida, mas quando Martin vê o seu amor (Flo Lafaye) entra na multidão, e Solveig decide que ele deve ganhar para impressioná-la. Ele devolve o saque, mas o árbitro (Mathilde Johansson) disse que a bola foi para fora, e que Sinclair vence a partida. No entanto, Novak Djokovic entra na quadra e convence o árbitro a trocar o ponto, observando a marca no campo, demonstrando que a bola era claramente sobre a Solveig. No entanto, Gaël Monfils entra no estádio e Martin vê que Gaël está beijando seu amor. Solveig vê isso e decide jogar a toalha. O vídeo termina com "to be continued" (para ser continuado) exibido na tela.
A versão curta é um recorte da segunda parte do vídeo longo, começando como Martin Solveig e Bob Sinclar falando com os juizes. Existem várias pequenas diferenças, já que muitos dos personagens listados na primeira parte da versão longa são apresentados de forma diferente (por exemplo, depois de aparecer na primeira parte da versão longa, o personagem de "Ela" não ter uma imagem congelada aparecerá no jogo de tênis, mas a versão curta ainda não tinha aparecido), o "to be continued..." não aparece e o vídeo termina com um fade para preto.

## Covers
A canção foi coberta pelo X Factor UK de 2011 entre os finalistas no domingo 16 de outubro de 2011. Alvin e os Esquilos também foram abrangidos com a música como uma faixa bônus exclusiva iTunes no álbum  do Alvin and the Chipmunks: Chipwrecked: Music from the Motion Picture.